# Ethan Quinn
Ethan Quinn, né le 12 mars 2004 à Fresno, est un joueur de tennis américain.

## Biographie
Ethan Quinn débute jeune le tennis, ses parents étant eux-mêmes d’anciens joueurs de tennis. Il étudie au lycée catholique San Joaquin de Fresno en Californie avant d’intégrer l’université de Géorgie en janvier 2022. En septembre, il est invité au double messieurs de l'US Open où il est éliminé au 2e tour face à la paire tête de série numéro 6.

### Carrière professionnelle
En juillet 2023, il fait ses débuts professionnels à l’occasion du challenger de Chicago où il reçoit une wild card.  Il est également invité à l’US Open en simple et en double mixte. Dans le tableau simple, il est défait dès le premier tour en trois sets. Mais il parvient à atteindre le deuxième tour du double mixte en battant une paire américaine.
L’année suivante, il se qualifie au Masters 1000 de l'Indian Wells et est invité au tournoi de Dallas, faisant alors ses débuts sur le circuit ATP.
En 2025, il se qualifie pour le tableau principal de Roland-Garros. Au 1er tour, il affronte la tête de série Grigor Dimitrov ; alors qu’il menait deux manches à une, le Bulgare est contraint à l’abandon, qualifiant Quinn au 2e tour d’un tournoi du Grand Chelem pour la première fois de sa carrière. Il est alors confronté à Alexander Shevchenko qu’il parvient à battre en cinq sets.

## Parcours dans les tournois duGrand Chelem

### En simple
| Année | Open d'Australie | Open d'Australie | Internationaux de France | Internationaux de France | Wimbledon      | Wimbledon       | US Open         | US Open                 |
| ----- | ---------------- | ---------------- | ------------------------ | ------------------------ | -------------- | --------------- | --------------- | ----------------------- |
| 2023  | —                | —                | —                        | —                        | —              | —               | 1er tour (1/64) | Bernabé Zapata Miralles |
|       |                  |                  |                          |                          |                |                 |                 |                         |
| 2025  | —                | —                | 3e tour (1/16)           | Tallon Griekspoor        | 2e tour (1/32) | Kamil Majchrzak |                 |                         |

N.B. : à droite du résultat se trouve le nom de l'ultime adversaire.

## Parcours dans lesMasters 1000
| Année | Indian Wells       | Miami                  | Monte-Carlo | Madrid            | Rome | Canada               | Cincinnati        | Shanghai | Paris |
| ----- | ------------------ | ---------------------- | ----------- | ----------------- | ---- | -------------------- | ----------------- | -------- | ----- |
| 2024  | 1er tour P. Kypson | —                      | —           | —                 | —    | —                    | —                 | —        | —     |
| 2025  | 1er tour Z. Bergs  | 1er tour T. Schoolkate | —           | 2e tour J. Menšík | —    | 2e tour B. Nakashima | 2e tour J. Menšík |          |       |

N.B. : sous le résultat se trouve le nom de l’ultime adversaire.

## Classements ATP en fin de saison
| Année          | 2023 | 2024 |
| Rang en simple | 344  | 202  |
| Rang en double | 505  | 337  |

Source : (en) Classements de Ethan Quinn sur le site officiel de la Fédération internationale de tennis